# العلاقات النمساوية السلوفينية
العلاقات النمساوية السلوفينية هي العلاقات الثنائية التي تجمع بين النمسا وسلوفينيا.

## مقارنة بين البلدين
هذه مقارنة عامة ومرجعية للدولتين:
| وجه المقارنة                                              | النمسا                                                    | سلوفينيا                                                      |
| --------------------------------------------------------- | --------------------------------------------------------- | ------------------------------------------------------------- |
| المساحة (كم2)                                             | 83.86 ألف                                                 | 20.27 ألف                                                     |
| عدد السكان (نسمة)                                         | 8.81 مليون                                                | 2.07 مليون                                                    |
| الكثافة السكانية (ن./كم²)                                 | 105.06                                                    | 102.12                                                        |
| العاصمة                                                   | فيينا                                                     | ليوبليانا                                                     |
| اللغة الرسمية                                             | اللغة الألمانية، لغة الإشارة النمساوية ‏                   | اللغة السلوفينية، اللغة الإيطالية، لغة مجرية                  |
| العملة                                                    | يورو، شلن نمساوي، رايخ مارك، شلن نمساوي                   | يورو، تولار سلوفيني                                           |
| الناتج المحلي الإجمالي (بليون دولار)                      | 416.60 مليار                                              | 48.77 مليار                                                   |
| الناتج المحلي الإجمالي (تعادل القوة الشرائية) بليون دولار | 426.99 مليار                                              | 66.01 مليار                                                   |
| الناتج المحلي الإجمالي الاسمي للفرد دولار أمريكي          | 43.77 ألف                                                 | 20.73 ألف                                                     |
| الناتج المحلي الإجمالي للفرد دولار أمريكي                 | 47.68 ألف                                                 | 30.40 ألف                                                     |
| مؤشر التنمية البشرية                                      | 0.885                                                     | 0.880                                                         |
| رمز المكالمات الدولي                                      | +43                                                       | +386                                                          |
| رمز الإنترنت                                              | .at                                                       | .si                                                           |
| المنطقة الزمنية                                           | توقيت وسط أوروبا، ت ع م+01:00، ت ع م+02:00، أوروبا/فيينا ‏ | توقيت وسط أوروبا، ت ع م+01:00، ت ع م+02:00، أوروبا/ليوبليانا ‏ |

## مدن متوأمة
في ما يلي قائمة باتفاقيات التوأمة بين مدن نمساوية وسلوفينية:
- ترتبط كلاغنفورت مع نوفا جوريتسا باتفاقية توأمة منذ 1990.[15][16][17][15]
- ترتبط يودنبورغ مع شكوفجا لوكا باتفاقية توأمة.
- ترتبط سبيتال دراو مع تسليه باتفاقية توأمة.
- ترتبط غراتس مع ليوبليانا باتفاقية توأمة منذ 7 نوفمبر 1972.[18][18][18][18]
- ترتبط فوكلابروك مع سلوفينج غرادتس باتفاقية توأمة.
- ترتبط Obervellach [الإنجليزية]‏ مع شكوفجا لوكا باتفاقية توأمة منذ 1985.
- ترتبط فيينا مع ليوبليانا باتفاقية توأمة منذ 20 نوفمبر 1990.
- ترتبط Velden am Wörther See [الإنجليزية]‏ مع بليد باتفاقية توأمة.
- ترتبط Trofaiach [الإنجليزية]‏ مع كامنيك باتفاقية توأمة.
- ترتبط Seiersberg [الإنجليزية]‏ مع ليندافا باتفاقية توأمة.

## منظمات دولية مشتركة
يشترك البلدان في عضوية مجموعة من المنظمات الدولية، منها:
| علم المنظمة | اسم المنظمة                               | تاريخ انضمام النمسا | تاريخ انضمام سلوفينيا |
| ----------- | ----------------------------------------- | ------------------- | --------------------- |
|             | الاتحاد الأوروبي                          | 1995                | 1 مايو 2004           |
|             | وكالة ضمان الاستثمار متعدد الأطراف        | 16 ديسمبر 1997      | 19 مارس 1993          |
|             | منظمة التعاون الاقتصادي والتنمية          | ?                   | ?                     |
|             | الأمم المتحدة                             | 14 ديسمبر 1955      | 22 مايو 1992          |
|             | الفريق المعني برصد الأرض                  | ?                   | ?                     |
|             | مركز تنسيق الحركة في أوروبا ‏              | ?                   | ?                     |
|             | منظمة حظر الأسلحة الكيميائية              | ?                   | ?                     |
|             | منظمة التجارة العالمية                    | ?                   | ?                     |
|             | منظمة الشرطة الجنائية الدولية             | ?                   | ?                     |
|             | منظمة الأمن والتعاون في أوروبا            | 25 يونيو 1973       | 24 مارس 1992          |
|             | مؤسسة التنمية الدولية                     | 28 يونيو 1961       | 25 فبراير 1993        |
|             | يونسكو                                    | 13 أغسطس 1948       | 27 مايو 1992          |
|             | مجلس أوروبا                               | ?                   | ?                     |
|             | الاتحاد البريدي العالمي                   | ?                   | ?                     |
|             | البنك الدولي للإنشاء والتعمير             | 27 أغسطس 1948       | 25 فبراير 1993        |
|             | الاتحاد الدولي للاتصالات                  | 1866                | 16 يونيو 1992         |
|             | مؤسسة التمويل الدولية                     | 28 سبتمبر 1956      | 25 فبراير 1993        |
|             | المنظمة الأوروبية لسلامة الملاحة الجوية   | 1993                | 1995                  |
|             | المركز الدولي لتسوية المنازعات الاستشارية | 24 يونيو 1971       | 6 أبريل 1994          |
|             | مجموعة أستراليا                           | 1989                | 2004                  |
|             | مجموعة الموردين النوويين                  | ?                   | ?                     |

## أعلام
هذه قائمة لبعض الشخصيات التي تربطها علاقات بالبلدين:
- أليس توملر (11 نوفمبر 1979 – )
- بيتر هاندكه (6 ديسمبر 1942[26][27][28] – )
- دراغان هولكر (لاعب كرة قدم صربي، 19 يناير 1945 – 23 سبتمبر 2015)
- راشيد ماهالباشيتش (لاعب كرة سلة نمساوي، 7 نوفمبر 1990 – )
- فالنتين انزكو (دبلوماسي نمساوي، 22 مايو 1949 – )
- فريتز بريغل (3 سبتمبر 1869[29][30] – 13 ديسمبر 1930[29][30])
- فولفغانغ بيتريتش (دبلوماسي نمساوي، 26 أغسطس 1947 – )
- فيليب بروسينيك (لاعب كرة قدم نمساوي، 3 مارس 1993[31] – )
- كورت شوشنيغ (سياسي أمريكي، 15 ديسمبر 1897[32][33][34] – 18 نوفمبر 1977[35][33][34])
- لودفيغ فيتغنشتاين (فيلسوف نمساوي بريطاني، 26 أبريل 1889[36][37][38] – 29 أبريل 1951[36][37][38])
- ماكس فابياني (29 أبريل 1865[39] – 18 أغسطس 1962[39])
- هوغو وولف (13 مارس 1860[40][41][42] – 22 فبراير 1903[40][41][42])
- هيربرت فون كارايان (5 أبريل 1908[43][44][45] – 16 يوليو 1989[43][44][45])
- ياكوب يانتشر (لاعب كرة قدم نمساوي، 8 يناير 1989[46] – )

## وصلات خارجية
- موقع وزارة الخارجية النمساوية
- موقع وزارة الخارجية السلوفينية